# Ферри II (герцог Лотарингии)
Ферри II Лотарингский (фр. Ferry de Lorraine; ум. 10 октября 1213) — герцог Лотарингии с 1206 года. Сын Ферри I де Бич и его жены Людмилы Польской, дочери князя Мешко Старого.

## Биография
В 1179 году в результате Рибмонского договора Лотарингию поделили между собой братья Ферри I де Бич и Симон II, получивший герцогский титул. В 1205 Симон II отрекся от престола в пользу Ферри II — своего племянника. После смерти отца, последовавшей через год, Ферри II смог объединить герцогство.
В результате брака с Агнессой де Бар получил в придание Аманс, Лонгви и Стене. Вскоре после вступления на трон Ферри II начал войну со своим тестем графом Бара Тибо I. Попав в плен, он 7 месяцев провел в заключении.
В германских делах Ферри II поддерживал сначала Оттона Брауншвейгского, затем (в 1212) перешел на сторону его соперника Фридриха Гогенштауфена.

## Семья и дети
В 1188 году Ферри женился на Агнессе де Бар (ум. 1226), дочери графа Тибо I и Лоретты де Лооз. У них было семеро детей:
- Тибо — умер в младенчестве
- Тибо I (ум. 1220), герцог Лотарингии;
- Матье II (ум. 1251), герцог Лотарингии;
- Жак Лотарингский (ум. 1260), епископ Меца;
- Рено (ум. 1274), сеньор де Биш;
- Лоретта, с 1226 жена Симона III де Саарбрюккен, графа де Линанж;
- Алиса, первым браком жена Вернера, графа Кибург († 1228), вторым — Готье, сира де Виньори.